# 井相田
井相田（いそうだ）は福岡県福岡市博多区の地名である。１丁目から３丁目まで存在する。

人口は1849人である。（2024年11月）（1丁目204人　2丁目451人　3丁目1194人）

郵便番号は〒812-0881

## 地理
博多区の南端付近、 月隈ジャンクションから見て南東に位置している。

南西に東雲町、西に麦野と板付、北に西月隈、東に大野城市の仲畑と接している。

## 歴史
1889年（明治22年）の町村制施行以前は井相田村だったが、町村制施行後は那珂郡那珂村となった。1940年（昭和15年）4月17日に町制し那珂町となり、1955年（昭和30年）4月5日に福岡市に編入し、1972年（昭和47年）4月1日に政令指定都市となり、博多区の一部となった。

### 町域の変遷
| 住居表示実施後               | 実施年月日         | 住居表示実施前（各大字の一部） |
| ---------------------------- | ------------------ | ------------------------------ |
| 井相田一丁目から井相田三丁目 | 1971年（昭和46年） | 井相田・麦野                   |

## 施設
- 福岡市埋蔵文化財センター
- セブンイレブン博多井相田2丁目店
- 西松屋博多板付店
- カツ丼大将
- ドラックイレブン井相田店
- お弁当の｢ひので屋｣井相田店
- デイリーヤマザキ博多南店
- 福岡市立板付中学校
- ほっともっと井相田店
- 福岡市博多区 井相田公民館

## 史跡
- 井相田Ｃ遺跡
- 井相田Ｄ遺跡
- 仲島遺跡

## 交通

### 道路
- 福岡県道112号福岡日田線
- 金隈麦野2号線
- 井相田1339号線

## 行事
毎年夏に井相田公園で夏祭りが行われている。
　